# 管店站
管店站是一个京沪线上的铁路车站，位于安徽省明光市管店镇，建于1909年，目前为四等站，邮政编码为239441。目前不办理客货运业务。